# Đường lên đỉnh Olympia năm thứ 2
Đường lên đỉnh Olympia năm thứ 2, thường được gọi tắt là Olympia 2 hay O2 là năm thứ 2 của cuộc thi Đường lên đỉnh Olympia dành cho học sinh trung học phổ thông do Đài Truyền hình Việt Nam tổ chức. Cuộc thi năm thứ hai được phát sóng trên kênh VTV3 từ ngày 23 tháng 4 năm 2000 và kết thúc với trận chung kết được tổ chức ngày 29 tháng 4 năm 2001. Đây là năm đầu tiên Lưu Minh Vũ và Nguyễn Tùng Chi là những người dẫn chương trình này. 
Nhà vô địch của năm thứ 2 là Phan Mạnh Tân đến từ Trường Trung học phổ thông chuyên Hà Tĩnh, Hà Tĩnh. 

## Luật chơi
Một chương trình gồm có bốn phần thi:

### Khởi động
Mỗi người chơi trả lời 10 câu hỏi nhanh. Mỗi câu có thời gian 5 giây. 10 điểm cho một câu trả lời đúng.
Điểm tối đa ở phần thi này là 100 điểm.

### Vượt chướng ngại vật
Có một ô chữ gồm một số từ hàng ngang (tối đa 10) và một từ hàng dọc. Người chơi lần lượt chọn từ hàng ngang, có 15 giây để suy nghĩ, trả lời đúng được 10 điểm. Tìm được từ hàng dọc được 40 điểm. Người chơi có thể bấm chuông trả lời từ hàng dọc sau khi cả 4 người chơi đã qua 1 lượt lựa chọn từ hàng ngang, nếu trả lời sai sẽ bị loại khỏi phần chơi này.

### Tăng tốc
8 câu hỏi với 3 dữ kiện được đưa ra trong 30 giây, cứ mỗi 10 giây có 1 dữ kiện mới. Người chơi trả lời được ở dữ kiện nào được điểm ở dữ kiện đó với các mức 30, 20, 10 điểm.
Điểm tối đa ở phần thi này là 240 điểm.

### Về đích
Mỗi người chơi lần lượt chọn 2 câu hỏi ở 2 màu khác nhau, mỗi màu tương ứng hai môn học (Xanh - Toán & Lý; Đỏ - Hoá & Sinh; Tím - Văn & Ngoại ngữ; Vàng - Sử & Địa). Trả lời đúng được 30 điểm, sai không được điểm. Người chơi có thể chọn ngôi sao hy vọng trong phần thi này. Trả lời đúng với ngôi sao hy vọng được 60 điểm, sai bị trừ 30 điểm.
Trong trận chung kết năm, ngoài việc chọn câu hỏi ở 2 màu khác nhau, thí sinh còn có thể chọn câu hỏi với số điểm 10, 20 và 30. 
Điểm tối đa ở phần thi này là 300 điểm. 

## Chi tiết các trận đấu
| Màu sắc sử dụng trong bảng kết quả                      |
| ------------------------------------------------------- |
| Thí sinh đạt giải nhất và trực tiếp lọt vào vòng trong  |
| Thí sinh lọt vào vòng trong nhờ có số điểm nhì cao nhất |
| Thí sinh Vô địch cuộc thi Chung kết Năm                 |

### Trận 53: Chung kết năm
Phát sóng trực tiếp: 10 giờ ngày 29 tháng 4 năm 2001
| Thí sinh            | Trường                                   | Khởi động | VCNV | Tăng tốc | Về đích | Tổng điểm |
| ------------------- | ---------------------------------------- | --------- | ---- | -------- | ------- | --------- |
| Lê Thiên Hạnh Trang | THCS & THPT Hai Bà Trưng, Vĩnh Phúc      | 70        | 0    | 50       | 0       | 120       |
| Đỗ Thị Hồng Nhung   | THPT Chuyên Nguyễn Bỉnh Khiêm, Vĩnh Long | 50        | 10   | 60       | 60      | 180       |
| Nguyễn Bá Tuân      | THPT Bỉm Sơn, Thanh Hoá                  | 40        | 0    | 0        | 110     | 150       |
| Phan Mạnh Tân       | THPT Chuyên Hà Tĩnh, Hà Tĩnh             | 30        | 0    | 160      | 20      | 210       |

- Dẫn chương trình tại các điểm cầu: Đỗ Hồng Cư (điểm cầu Vĩnh Long), Võ Thuận Sơn (điểm cầu Hà Tĩnh), Hoa Thanh Tùng (điểm cầu Vĩnh Phúc), Trịnh Bảo Vân (điểm cầu Thanh Hóa).